# M. M. Manasi
M. M. Manasi es una cantante india de playback, nacida en Chennai, Tamil Nadu, el 8 de enero de 1993. Ella ha interpretado unas 70 canciones cantados en diferentes idiomas como en Tamil, Telugu, Kannada, Malayalam e Hindi. Estudió en el "School of Management D.g.vaishnav College" y ella procede de una familia muy arraigada a la música tradicional del sur de la India. Después de graduarse de la escuela, ella ha grabado en interpretado canciones cantados en tamil para las siguientes películas como Stylish Thamizachi en Aarambam, Kattikeda en Kakki Chattai, Semma Mass en Mass, Robo Romeo en Thamizhukku y entre otros. También grabó y canto una canción titulada "1000th", que fue escrita y compuesta por el cantautor Ilaiyaraja, para ser interpretada para una película titulada "Tharai Thappatai". Más adelante se convirtió en una artista del Bollywood, sus canciones cantadas en telugu, la mayor parte de ellos han sido éxitos.

## Filmografía

### As playback singer
Esta es solo una lista parcial; en la que hay que destacar que Manasi ha cantado más de 70 canciones como en Telugu, Kannada, Tamil, Malayalam e Hindi.
| Year | Film                           | Song                   | Music Director       | Co-Singer(s)                                            |
| ---- | ------------------------------ | ---------------------- | -------------------- | ------------------------------------------------------- |
| 2013 | 1 Nenokkadine                  | "o' sayonara sayonara" | Devi Sri Prasad      | Sooraj Santhosh                                         |
| 2013 | Tadakha                        | "Viyyalavaru"          | S.S. Thaman          | Sooraj Santhosh                                         |
| 2013 | Balupu (2013)                  | "Lucky Lucky Rai"      | S.S. Thaman          | Naveen Madhav                                           |
| 2013 | Arrambam                       | "Stylish Thamizhachi"  | Yuvan Shankar Raja   | Yuvan Shankar Raja, Rubba Bend.Psycho Unit              |
| 2013 | Vaalu                          | "Engaathan Porrandha"  | S.S. Thaman          | Silambarasan, Monisha                                   |
| 2013 | Tadakha                        | "Mara O Mara"          | S.S. Thaman          | Suchith Suresan                                         |
| 2014 | Power                          | "notanki notanki"      | S.S. Thaman          | Ravi Teja                                               |
| 2014 | Anjaan                         | "Sirippu En"           | Yuvan Shankar Raja   |                                                         |
| 2014 | Aaha Kalyanam                  | "The Punch Song"       | Dharan Kumar         | Nivas                                                   |
| 2014 | Aagadu                         | " Bhel Poori "         | S.S. Thaman          | Sooraj Santhosh                                         |
| 2014 | Govindudu Andarivadele         | "Kokkokkodi"           | Yuvan Shankar Raja   | Haricharan, Karthik, Rita                               |
| 2014 | Tamizhuku En Ondrai Azhuthavum | "Robo Romeo"           | S.S. Thaman          | M M Monisha                                             |
| 2015 | Bhaag Johnny                   | Daddy Mummy            | Devi Sri Prasad      | Devi Sri Prasad                                         |
| 2015 | Kaaki Sattai                   | "Kattikida"            | Anirudh Ravichander  | Anirudh Ravichander, Anthony Daasan, Anitha Karthikeyan |
| 2015 | Puli                           | Sottavaala             | Devi Sri Prasad      | Shankar Mahadevan                                       |
| 2015 | Akhil                          | Padessavae             | S.S. Thaman          | Karthik                                                 |
| 2015 | S/O Satyamurthy                | Jaaruko                | Devi Sri Prasad      | Sagar                                                   |
| 2015 | Shivam                         | Gunde Aagi Pothaande   | Devi Sri Prasad      | Vedala Hemachandra                                      |
| 2015 | Sakalakala Vallavan            | buji ma buji ma        | S.S. Thaman          |                                                         |
| 2015 | Kumari 21F                     | Break Up Patch Up      | Devi Sri Prasad      |                                                         |
| 2015 | Massu Engira Masilamani        | Sema Masss             | S. S. Thaman         | Nivas                                                   |
| 2015 | Sakalakala Vallavan            | Hitu Song              | S.S. Thaman          |                                                         |
| 2015 | Rakshasudu                     | Super Masss            | S.S. Thaman          | Nivas                                                   |
| 2015 | Yagavarayinum Naa Kaakka       | Papparapampam          | Prasan Praveen Shyam | Krishna Iyer, Benny Dayal,                              |
| 2016 | Sardaar Gabbar Singh           | tauba tauba            | Devi Sri Prasad      | Nakaash Aziz                                            |